# Ördög híd
Az Ördög híd (észtül: Kuradisild), korábban I. Sándor híd gyalogos beton ívhíd Tartuban. A Dóm-hegyen (Toomemägi) a Lossi utca felett vezet át. A hidat 1913-ban az orosz Romanov-uralkodóház 300 éves fennállásának évfordulóján építették. A híd 1997-től védett műemlék. A híd teljes hossza 24,4 m, a rajta átvezető út (járda) szélessége 3 m.
A mai Ördög híd helyén 1809-ben épült az első híd, amely 1830-ig állt. Az akkori neogótikus fahíd a Tartui Egyetem építészének, Johann Wilhelm Krausenak a tervei alapján készült. Ezt a hidat később egy újabb, észt gótikus stílusú fahíd váltotta fel, amely 1842–1844-ben épült J. G. Köningsmann tervei alapján. Ez a második fahíd a 20. század elejére leromlott állapotba került, ezért 1905-ben elbontották.
A lebontott híd helyére 1913-ban új hidat építettek. A hídépítés gyakorlati indoka a Livóniai Orvosi Kongresszus volt, a híd az egyetemi klinikák és a Dóm-hegyen lévő anatómiai termek közötti közlekedést segítette. Az új egynyílású betonhíd a egyúttal a Romanov-ház 300. évfordulójának is emléket állított. A híd terveit Arved Eichhorn tartui építész készítette. 1913. szeptember 1-jén nyitották meg. A híd városközpont felé eső oldalán a 300 éves évfordulóra emlékeztető 1613-as és 1913-as évszám szerepel. A híd másik, Dóm-hegy felöli oldalán I. Sándor orosz cár Constanze von Wetter-Rosenthal által készített bronz domborműve, valamint az „Alexandro Primo” felirat látható.
A hidat kezdetben hivatalosan I. Sándor hídnak (oroszul: moszt Alekszandra I., németül Alexander Brücke) nevezték. A későbbi Ördög híd elnevezés eredete nem ismert. Egyik feltételezés szerint a híd sötét színével magyarázzák, ami éles kontrasztban áll a közeli, sokkal világosabb Angyal híddal. Másik feltételezés szerint a híd építését felügyelő Werner Zoege von Manteuffel professzor (orvos és sebész) nevéből ered (a német teufel, azaz ördög szóból). 
Az Ördög hídhoz, valamint az ahhoz közel található Angyal hídhoz fűződő hagyomány, hogy azok 19. század második felétől a Tartui Egyetem diákcsoportjai közötti kórusverseny színhelyei. Ez a szokás napjainkban is él: az egyik hídon a Tartui Akadémiai Férfikórus (a Tartui Egyetem és a Tartui Élettudományi Egyetem közös kórusa), a másik hídon a Tartui Egyetem Akadémiai Női Kórusa lép fel.